# Niels Johansen
 Der er flere personer med dette navn, se Niels Johansen (politiker).
Niels Johansen (f. 11. september 1944 i København), er en dansk forfatter og præst. Hans produktion spænder over romaner, noveller og digte for voksne samt salmer, sange, viser, kirkespil og film.
Niels Johansen er også en meget benyttet foredragsholder og fortæller.
Film:
- Med Mette i kirke
- Klokken
- Hej Peter

Seneste bøger:
- Hjerte i fremkalder og de bibelske fortællinger
- Og englen sang
- Hvor lang var tiden, da vi var mindre? Med "Sangene fra gaden", musik af Werner Knudsen, 2013[1]
- V for Victor, 2014[2]
- Som himlen og havet, 2016
- Skibet er ladet med, sammen med Claus Grymer, 2018[3]

Salmer og sange:
- Hvem kaldte på Erantis? (med musik af Werner Knudsen)[4]

## Eksterne links
Hvem kaldte på erantis?
Foredrag Arkiveret 17. maj 2008 hos  Wayback Machine